# Antinsaari (ö i Södra Savolax, Nyslott, lat 62,10, long 29,22)
Antinsaari är en ö i Finland. Den ligger i sjön Lakianjärvi och i kommunen Nyslott i den ekonomiska regionen  Nyslott  och landskapet Södra Savolax, i den sydöstra delen av landet, 300 km nordost om huvudstaden Helsingfors. Öns area är 11,3 hektar och dess största längd är 0,6 kilometer i nord-sydlig riktning.